# 러시아의 우크라이나 침공과 위키백과
2022년 러시아의 우크라이나 침공은 많은 언어판의 위키백과에서 광범위하게 다루어졌다. 침공에 관련된 많은 문서가 새로 만들어졌고, 이미 존재하던 문서들에 침공에 관한 정보가 새롭게 추가되었다. 위키백과와 다른 위키미디어 프로젝트가 갈등에 대해 다룬 것은 매체와 정부의 주목을 받았다.

## 역사
러시아 정부가 러시아 내에서의 위키백과 접속을 차단할 것이라는 두려움으로 인해, 러시아에서 위키백과 본문의 사본이 대량 다운로드되었다. 2022년 2월 말과 3월 초에 키윅스 서버에서 가장 많은 다운로드 수를 기록한 국가는 러시아였다.
벨라루스에서 러시아어 위키백과 편집자 마크 번스타인(Mark Bernstein)은 침공에 대한 편집으로 인해 신상이 털린 후 체포되었다.
2022년 3월 1일 러시아어 위키백과는 러시아 정부의 미디어 규제 기관인 로스콤나조르(Roskomnadzor)가 2022년 러시아의 우크라이나 침공에 관한 러시아어 위키백과 문서에 대한 접속을 차단하겠다고 위협한 사진을 게시했다. 로스콤나드조르는 해당 문서가 "러시아 연방군 군인과, 어린이를 포함한 우크라이나 민간인 사이에 발생한 수많은 사상자에 대한 보고"를 비롯한 "불법적으로 배포된 정보"를 포함하고 있다고 주장했다. 3월 31일 로스콤나드조르는 위키백과가 러시아 국민에게 "잘못된 정보를 제공하고 있는" 침공에 대한 정보를 제거할 것을 요구했고, 그렇지 않으면 최대 4백만 루블(약 $47,000 - $49,000)의 벌금에 처해질 수 있다고 경고했다.

## 위키백과의 응답
조지아어 위키백과는 우크라이나 국기의 파란색과 금색을 반영하여 로고를 변경했다.
위키미디어 재단은 2022년 3월 1일 성명을 통해 "자유롭고 개방된 지식에 대한 지속적인 접근"과 "분쟁에 대한 즉각적이고 평화적인 해결"을 촉구했다.

## 추가 자료
- dsc (2022년 3월 2일). “Russland droht Wikipedia mit Sperre – wenn weiter über Kriegsopfer informiert wird” [Russia threatens to block Wikipedia - if they continue to inform about the casualties of the war]. 《Watson》 (스위스 독일어) (Zürich, Switzerland: FixxPunkt AG). 2022년 3월 20일에 원본 문서에서 보존된 문서. 2022년 3월 20일에 확인함.
- Pascal Wojnarski; lha (2022년 3월 3일). “Informationskrieg: Russland will Wikipedia sperren” [Information war: Russia wants to block Wikipedia]. 《netzwoche》 (스위스 독일어) (Zürich, Switzerland: Netzmedien AG). 2022년 3월 3일에 원본 문서에서 보존된 문서. 2022년 3월 20일에 확인함.
- “Russia demands Wikipedia remove 'misinformation' on Ukraine invasion”. 《Jerusalem Post》. 2022년 4월 1일. 2022년 4월 1일에 확인함.